# ダレン・オディー
ダレン・オディー（Darren O'Dea, 1987年2月4日 - ）は、アイルランド・ダブリン出身の同国代表サッカー選手。ポジションはセンターバック。オディー (O'Dee) ともオデイ (O'Day) とも発音される。
セルティックFCでキャリアを始め、2006-07シーズンにトップチームへ昇格した後は、同シーズン、2007-08シーズンとスコティッシュ・プレミアリーグ2連覇を経験し、2008年にスコティッシュカップ、2009年にスコティッシュリーグカップをそれぞれ1回獲得した。2009-10シーズン前半はフットボールリーグ・チャンピオンシップのレディングFCで半年過ごし、シーズン後半はセルティックに復帰。一時的に主将を務めたが、以降はセルティックでの出場機会はなく、2010-11、2011-12シーズンはそれぞれフットボールリーグ・チャンピオンシップのイプスウィッチ・タウンFCとリーズ・ユナイテッドAFCへ貸し出された。2012年から2013年はトロントFCに在籍していた。
アイルランド代表としては、U-21での主将を経てA代表でプレーしており、UEFA EURO 2012の登録メンバーだった。

## 経歴

### クラブ

#### 初期
バスケットボール選手の両親、特に母は代表選手であった家庭に生まれてダブリンで育ったオディーは、サッカー以外にもクロンキーン・セカンダリースクール在学中にはゲーリックフットボールに親しんでいた。
故郷のホーム・ファームFCでサッカー選手としてのキャリアを始め、後にプロとなるオーウェン・ガーヴァン (en) 、クリス・マッキャン (en) 、シェーン・サップル (en) と共にプレーをする中でU-15セルティックFCを相手に2得点を挙げる活躍がトミー・バーンズ (en) 監督の目に留まり、セルティックの下部組織に入団した。

#### セルティック
セルティックの下部組織とリザーブチームで育成された後、2006年9月にスコティッシュリーグカップのセント・ミレンFC戦でトップチームから初出場を飾り、それから2ヶ月後のインヴァネス・カレドニアン・シッスルFC戦で後半からスコティッシュ・プレミアリーグ初出場をする。12月6日のUEFAチャンピオンズリーグ 2006-07でのFCコペンハーゲン戦で負傷したスティーヴン・マクマナスに代わってUEFAチャンピオンズリーグ初出場、それから4日後のダンファームリン・アスレティックFC戦で初先発出場を果たすと、12月16日のダンディー・ユナイテッドFC戦で初得点、2007年1月2日のキルマーノックFC戦で2得点目を挙げた。また、同2006-07シーズンは、デビューシーズンながらもセルティックのために重要な役割を果たした。リーグ戦で10試合以上に出場して優勝に貢献すると、UEFAチャンピオンズリーグ 2006-07ベスト16のスタディオ・ジュゼッペ・メアッツァでのACミラン戦では、最終的にアディショナルタイムでカカの得点を許し、引き分けに持ち込まれてしまったが、試合後に相手DFで主将のパオロ・マルディーニから若手らしからぬ落ち着いたパフォーマンスを賞賛され、また、ゴードン・ストラカン監督にも感銘を与えた結果として2007年3月13日に契約を3年延長した。
2009年3月15日にスコティッシュリーグカップ決勝戦のグラスゴー・レンジャーズFCとのオールドファームでは、延長戦開始90秒に頭で先制点を挙げ、試合終了間際にエイダン・マクギーディのペナルティーキックによって2-0で優勝した。2010年1月にレディングFCの期限付き移籍から復帰すると、同月の5試合全てに先発出場してレギュラーに返り咲き、さらにマクマナスとガリー・コールドウェルの退団以降は主将に任命される程にトニー・モウブレイ (en) 監督から信頼を寄せられた。
他クラブに期限付き移籍で過ごした後、2012年6月1日に契約満了に伴い放出された。契約には1年間の延長オプションが付随されていたものの、オディー本人が行使しないことを決定し、チームに感謝して入団先を探すために退団した。
レディングへの期限付き移籍
2009年9月1日にブレンダン・ロジャーズ監督率いるフットボールリーグ・チャンピオンシップのレディングFCへ2010年1月1日までの期限付き移籍で加入し、9月12日の本拠地でのドンカスター・ローヴァーズFC戦で初出場を飾った。加入当初はセルティックへの復帰に難色を示す程に順調だったものの、チームが低迷して残留争いに突入すると控えが定位置となっていた。しかし、期限付き移籍が終了した1月の移籍市場でセルティックに復帰後は、モウブレイ監督及びニール・レノン監督の下で定位置を確保している。
イプスウィッチ・タウンへの期限付き移籍
ダニエル・マイストロヴィッチの加入の影響からレノン監督の構想外となったため、2010年8月17日にロイ・キーン監督率いるフットボールリーグ・チャンピオンシップのイプスウィッチ・タウンFCへ5ヶ月の期限付き移籍で加入する。キーン監督解任後にポール・ジュエル監督が就任すると、契約更新の処遇が揺らいだが、最終的にシーズン終了まで期限付き移籍が延長され、フットボールリーグカップのアーセナルFC戦で同試合の最優秀選手に選出されるパフォーマンスを披露した。2010-11シーズン終了後にイプスウィッチ・タウンから完全移籍を提示されたが、セルティックへの復帰を決意した。なお、復帰後に定位置を確保することが出来なかった場合は、定期的な出場機会を得るために他クラブへの移籍を考えていることを明かした。
リーズ・ユナイテッドへの期限付き移籍
代表でのことを考慮してセルティックで定位置を確保したかったが、2011-12シーズン開始時に先発を掴めず退団の意思を表明した。それに対してレノン監督はオディーを期限付き移籍に出す必要性を感じたため、2011年8月4日にフットボールリーグ・チャンピオンシップのリーズ・ユナイテッドAFCへのシーズン終了までの期限付き移籍が決定し、背番号48が手渡された。なお、入団会見で13歳の頃に同クラブのトライアルに参加していたことを明かした。サウサンプトンFCとのシーズン開幕戦 (1-3) に左サイドバックの位置で初出場を飾り、リーグカップのブラッドフォード・シティAFC戦では、代表に招集されていたことで未出場だった。リー・ブロンビー (en) が負傷したため、ハル・シティAFC戦では慣れ親しんだセンターバックで起用された。
10月18日にエランド・ロードでのコヴェントリー・シティFC戦 (1-1) で移籍後初得点を挙げ、続くピーターバラ・ユナイテッドFC戦 (3-2) で試合終了間際に2試合連続得点にして決勝点を挙げた。なお、シアーノ・ベッキオ (en) が自身の得点と主張していたが、ボレーキックの際にラインを越えたと判断され、オディーの記録に加算されている。10月30日のカーディフ・シティFC戦では、自身のミスからジョー・メイソン (en) に得点を決められ、試合後に頭部を負傷したことによる視力の問題でミスをしたと釈明した。2012年3月24日のミルウォールFC戦でイエローカード通算10枚目を提示されたことで4月の2試合は出場停止となると、さらに、4月17日のブラックプールFC戦でアンヘルに対するファールでイエローカード2枚目による退場処分となり、シーズン残りの欠場が決定した。シーズン前半戦が終了後、2012年1月の移籍市場、又は期限付き移籍が終了する前までにリーズへの完全移籍を望んでいたものの、4月20日にニール・ウォーノック (en) 監督からクラブが完全移籍での獲得を望んでいないことを伝えられて退団となった。

#### トロント
2012年8月3日にメジャーリーグサッカーのトロントFCへ完全移籍する。リーグで2番目に悪い守備を立て直すため期待を寄せられ、練習で早速リーダーシップを発揮していたオディーは、18日のスポーティング・カンザスシティ戦 (0-1) で初出場を飾り、9月上旬には、股関節手術のためシーズンを終了するトルステン・フリンクスから主将を引き継いだ。2013年7月3日、同じくカナダを拠点とし、ライバル関係にあるモントリオール・インパクト戦 (3-3) で初得点を挙げた。
2013年7月13日、特別指定外の選手としては最高年俸を受け取っていたことでサラリーキャップの年俸総額の上限に空きを作るため、トロントを退団することとなった。

#### メタルルフ・ドネツク
2013年7月19日にウクライナ・プレミアリーグのFCメタルルフ・ドネツィクと3年契約を締結する。翌日のFCカルパティ・リヴィウ戦 (1-1) で初出場を飾り、出場2試合目の敵地でのFCヴォルスクラ・ポルタヴァ戦で初得点を挙げた。

#### ダンディー
2016年1月7日、スコティッシュ・プレミアシップのダンディーFCとシーズン終了までの契約で加入した。

### 代表
アイルランド代表としては、U-19、U-21でプレーし、それから1年も経たない内にA代表にまで招集された。2007年3月3日にドン・ギブンス (en) 監督の下でU-21代表に招集されて主将を務めると、その1週間後には24日のウェールズと28日のスロバキアとのUEFA EURO 2008予選へ向けてA代表に初招集された。
2008年5月13日、ジョバンニ・トラパットーニ新監督が最初に指揮する2010 FIFAワールドカップ・ヨーロッパ予選のブルガリア代表戦とイタリア代表戦に向けて招集され、2009年9月8日の親善試合での南アフリカ戦でポール・マクシェインに代わって後半から初出場を飾る。2010年5月下旬の親善試合でのパラグアイ戦とアルジェリア戦で再招集され、28日のアルジェリア戦 (3-0) で早期に負傷したジョン・オシェイに代わって代表2試合目に出場し、無失点に貢献した。11月のアビバ・スタジアムでのノルウェー戦で初先発出場を果たした。2011年3月26日のUEFA EURO 2012予選のマケドニア戦で公式戦初先発出場を果たすと、8月10日のクロアチア戦で後半から出場して代表10試合目を記録し、先発出場した9月6日のロシア戦 (0-0) でリチャード・ダンとの連携したプレーは目を見張るものがあった。
クラブと代表の両方での活躍から、クラブでの同僚エイダン・ホワイト (en) と共にFAIインターナショナル・フットボール・アワーズ年間最優秀若手選手部門の候補に選出され、2012年2月にFAIの授賞式で最優秀若手選手賞を受賞した。
2012年10月16日の2014 FIFAワールドカップ・ヨーロッパ予選でのフェロー諸島戦で代表初得点を挙げた。

### 私生活
2006年にメリッサ・チョン (Melissa Chung) と出会って付き合う。2010年12月には第1子となる娘を授かり、2011年6月にメリッサと結婚した。
2010年、ナイトクラブでギャングの彼女と会話していたところをギャングに関係性を誤解され、拳銃で膝を撃つと脅された。

## タイトル
アイルランド代表
- ネイションズカップ（英語版） : 2011

クラブ
セルティックFC
- スコティッシュ・プレミアリーグ (2) : 2006-07, 2007-08
- スコティッシュリーグカップ (1) : 2008-09
- スコティッシュカップ (1) : 2006-07

個人
- FAIインターナショナル・フットボール・アワーズ（英語版）年間最優秀若手選手部門 : 2012[59]